# Гуго Борхардт
Гуго Борхардт (нім. Hugo Borchardt; нар. 6 червня 1844 Магдебург — пом. 8 травня 1924 Берлін-Шарлоттенбург) — німецький інженер та конструктор стрілецької зброї, працював у провідних світових зброярських компаніях, винахідник пістолета Borchardt C93.

## Біографія
Гуґо Борхардт народився 6 червня 1844 в Німеччині. 1860 разом зі своїми батьками іммігрував до Сполучених Штатів та 1875 став натуралізованим громадянином США.

### Кар'єра конструктора
Із 1872 Гуго Борхардт працює на заводі компанії Pioneer Breech-Loading Arms Co. у Трентоні, штат Массачусетс, з 1874 майстер на заводі Singer. У березні 1875 поступив на роботу до зброярської компанії з Шарпс (англ. Sharps Rifle Company), де за контрактом виготовляв вузли гвинтівок. Приблизно у 1876, працюючи в компанії Вінчестера (м. Нью-Гевен), отримав свій перший патент, пов'язаний з конструкцією револьвера. Модель цікава суцільною рамкою, що зміцнює механізм револьвера, а також наявністю системи одночасної екстракції стріляних гільз. Над своїми револьверами Борхардт працював спільно зі Стефеном Вудом, відомим американським винахідником зброї.
У 1882 відкрив власну контору в Будапешті. Тоді ж познайомився з Людвігом Леве (нім. Ludwig Loewe), котрий виявляв великий інтерес до угорської збройової промисловості. У 1890 Борхардт відвідав його фірму, де вже працював молодий конструктор Георг Люгер (нім. Georg Johann Luger).
Незабаром після відвідин фабрики Леве, Борхардт почав працювати над створенням самозарядного пістолета.
Запатентувавши в 1893 новий пістолет, він, за деякими даними, намагався розмістити його виробництво на Льєжській «Фабрик Насьональ» і тільки згодом досяг угоди з берлінським фабрикантом Людвігом Леве. Один з директорів компанії Людвіга Леве, вирішив як експеримент виготовити зразок пістолета Борхардта. Роботи над новим пістолетом тривали близько 18 місяців. Так з'явився перший комерційно життєздатний 7,65 мм самозарядний пістолет Borchardt C93. У 1907—1911 роках Хуго Борхард запатентував кілька удосконалень до свого пістолета.

### Останні роки
Гуго Борхардт помер від пневмонії в Берлін-Шарлоттенбурзі 8 травня 1924.

## Пістолет Borchardt C93
Перший діючий зразок пістолета з'явився на початку 1893. Патент на оригінальну розробку цього типу зброї був виданий Борхардту в Німеччині 9 вересня 1893. У тому ж році його конструкція була запатентована в Англії, а потім ще в дев'яти країнах, включаючи Німеччину, Францію, Італію та США.
Пістолет конструктивно складається із рамки з щічками рукоятки і запобіжника; поворотної пружини з кожухом; спускового гачка з кришкою і пружиною; ствола зі ствольною коробкою, шепталом і відокремлювачем; затвора з корбово-гонковим механізмом і сполучними осями; знімного коробчатого магазина, знімного приклада.
Хороші балістичні характеристики, надійність зброї, а також наявність знімного приклада дозволяло вказувати в каталогах пістолет Борхардта як «пістолет-карабін» — універсальна зброя мисливців і мандрівників.
ТТХ:
- Калібр, мм: 7,65
- Довжина, мм: 352,5
- Довжина ствола, мм: 189
- Ширина, мм: 47
- Висота, мм: 137
- Патрон: 7,65×25 мм Борхардт

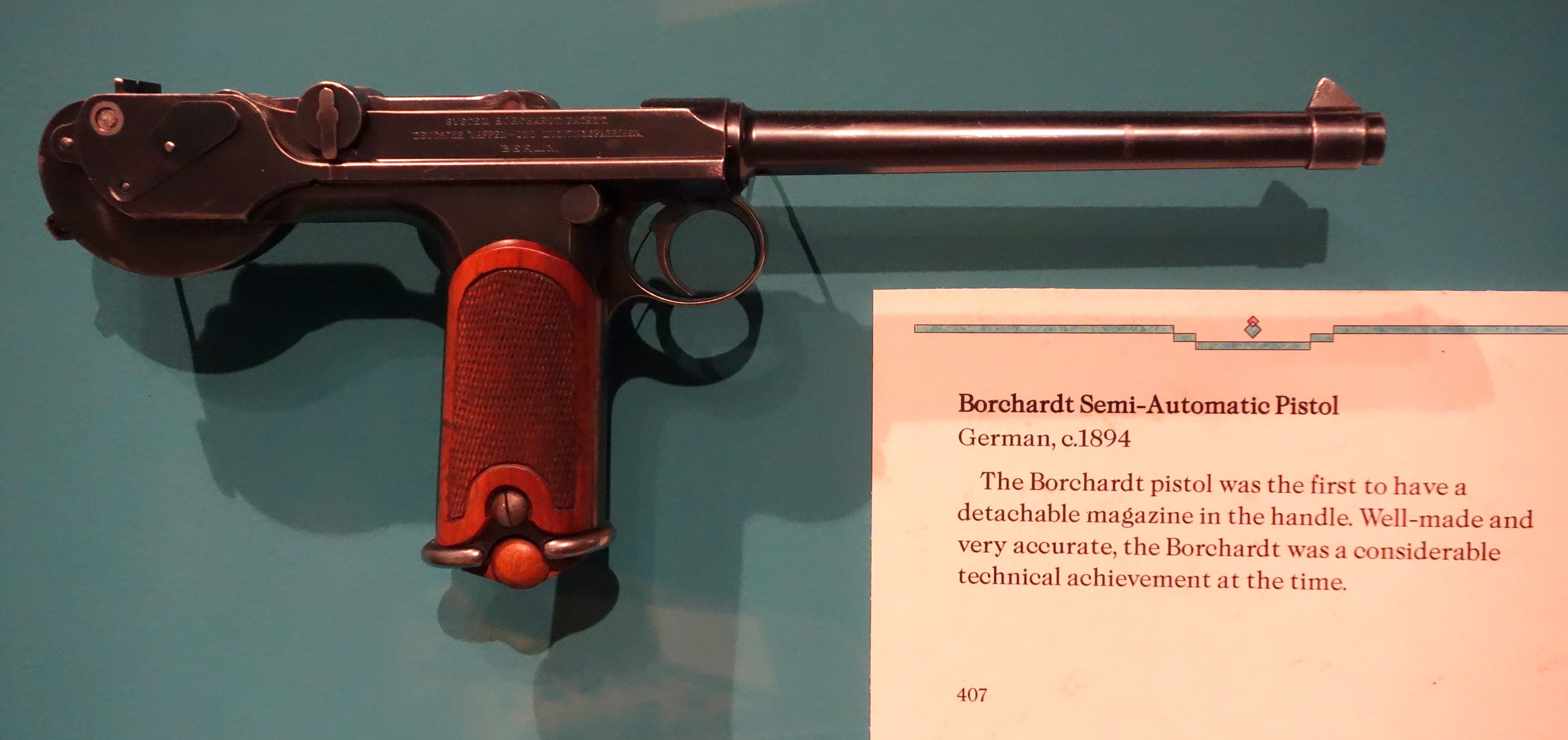
Borchardt C93

- Принципи роботи: замикання ствола важелями
- Початкова швидкість кулі, м/с: 430
- Вид боєживлення: відокремлений коробчастий магазин на 8 патронів